# Phong quỳ lá hải đường
Phong quỳ lá hải đường (danh pháp: Anemone begoniifolia) là một loài thực vật có hoa trong họ Mao lương. Loài này được H.Lév. & Vaniot miêu tả khoa học đầu tiên năm 1902.